# Kingli
Koordinaten: 58° 28′ N, 23° 4′ O
Kingli (deutsch Müllershof) ist ein Dorf (estnisch küla) auf der größten estnischen Insel Saaremaa. Es gehört zur Landgemeinde Saaremaa (bis 2017: Landgemeinde Laimjala) im Kreis Saare.

## Einwohnerschaft
Das Dorf hat 25 Einwohner (Stand 31. Dezember 2011). Es liegt 42 Kilometer nordöstlich der Inselhauptstadt Kuressaare.

## Geschichte
Das Dorf wurde erstmals 1398 unter dem Namen Rymecke urkundlich erwähnt. 1458 wurde es an einen Hans Swart verlehnt. 1517 gelangte es nach seinem Tod an die Familie Möller. Mitte des 16. Jahrhunderts entstand der Hof Rehemeggi, der allmählich den Namen Müllershof annahm. Von 1605 bis 1830 stand er im Eigentum der adligen deutschbaltischen Familie Berg.